# Rivière Saint-Maurice
Pour les articles homonymes, voir Saint-Maurice.
La rivière Saint-Maurice, ou le Saint-Maurice, compte parmi les principaux affluents du fleuve Saint-Laurent après l'Outaouais et le Saguenay, ce grand cours d'eau long de 563 km, qui draine une superficie de 42 735 km2, touche, au nord, au bassin hydrographique du lac Saint-Jean, au nord-ouest à celui de la rivière Nottaway – grand tributaire de la baie James – et au sud-ouest, aux affluents de l'Outaouais. Le Saint-Maurice se situe sur la rive nord du fleuve Saint-Laurent, au Québec, au Canada.

## Toponymie
Le père jésuite Paul le Jeune écrit en 1635, que les Algonquins et Montagnais (Innus) de la région, appellent cette rivière Métabéroutin, les Attikameks de la Haute-Mauricie l'appellent Tapiskwan Sipi, la rivière de l'enfilée d'aiguille. Les Hurons-Wendats, quant à eux, la nomment Oquintondili qui signifie rivière qui se jette dans une autre plus grosse. Les Abénaquis la nomment Madôbaladenitekw, soit la rivière qui finit(atikamekw : Tapiskwan sipi, abénaqui : Madôbalodenitekw, wendat : Oquintondili). Le nom Métabéroutin, mot algonquin, signifie décharge du vent. .
Aujourd'hui, les Attikameks réclament comme leur territoire ancestral (le Nitaskinan) tout le bassin hydrographique de la rivière Saint-Maurice qu'ils appellent Tapiskwan Sipi. Cependant, on ne sait pas comment et quand ils ont pu substituer au nom montagnais Metabéroutin, nom connu de cette rivière dans les premiers temps de l'histoire de la Nouvelle-France, celui de Tapiskwan Sipi, qui n'apparaît nulle part dans les documents de l'époque. Par ailleurs, sur une carte de 1755, le cartographe français Jean-Baptiste Bourguignon d'Anville nomme la rivière Saint-Maurice, Chabetsiouatagan. Ce nom semble provenir d'une carte manuscrite supposée de 1731 du père jésuite Pierre-Michel Laure qui cependant, sur autre carte datée de la même année la nomme Métabéroutinouchipiou.
Jacques Cartier la nomma rivière de Fouez (/fwe/) en l'honneur de la maison de Foix en 1535. En 1598, l'auteur britannique Richard Hakluyt publie une carte du monde sur laquelle la rivière Saint-Maurice est nommée Saint-Mallo. Le cartographe Guillaume Levasseur en 1601, la nomme aussi rivière Saint-Malo. Cependant ces noms furent abandonnés au début du XVIIe siècle pour le nom de rivière des Trois Rivières. Mais la rivière Saint-Maurice a bien failli s'appeler aussi rivière d'Enghien. Son nom actuel fut donné au début du XVIIIe siècle en référence au fief Saint-Maurice, nom usuel de la seigneurie située sur sa rive ouest et concédée vers 1668 à Maurice Poulin de Lafontaine, procureur du gouvernement des Trois-Rivières. Le nom « Saint-Maurice » est attesté pour la première fois dans un jugement daté de 1723 et a définitivement supplanté les Trois Rivières entre 1730 et 1740.
La rivière a donné son nom à la région administrative de la Mauricie.

## Géographie

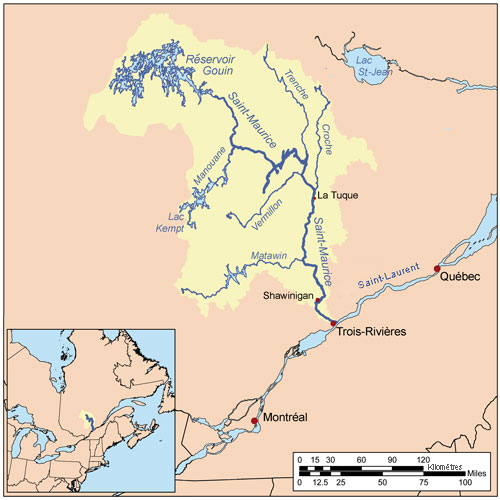
Carte du bassin versant de la rivière Saint-Maurice.

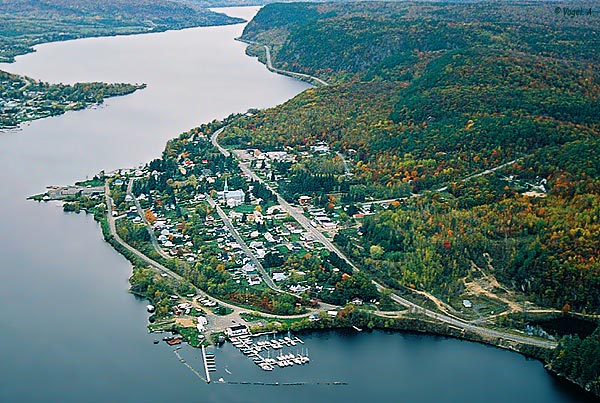
Vue aérienne de la rivière Saint-Maurice à Saint-Jacques-des-Piles.

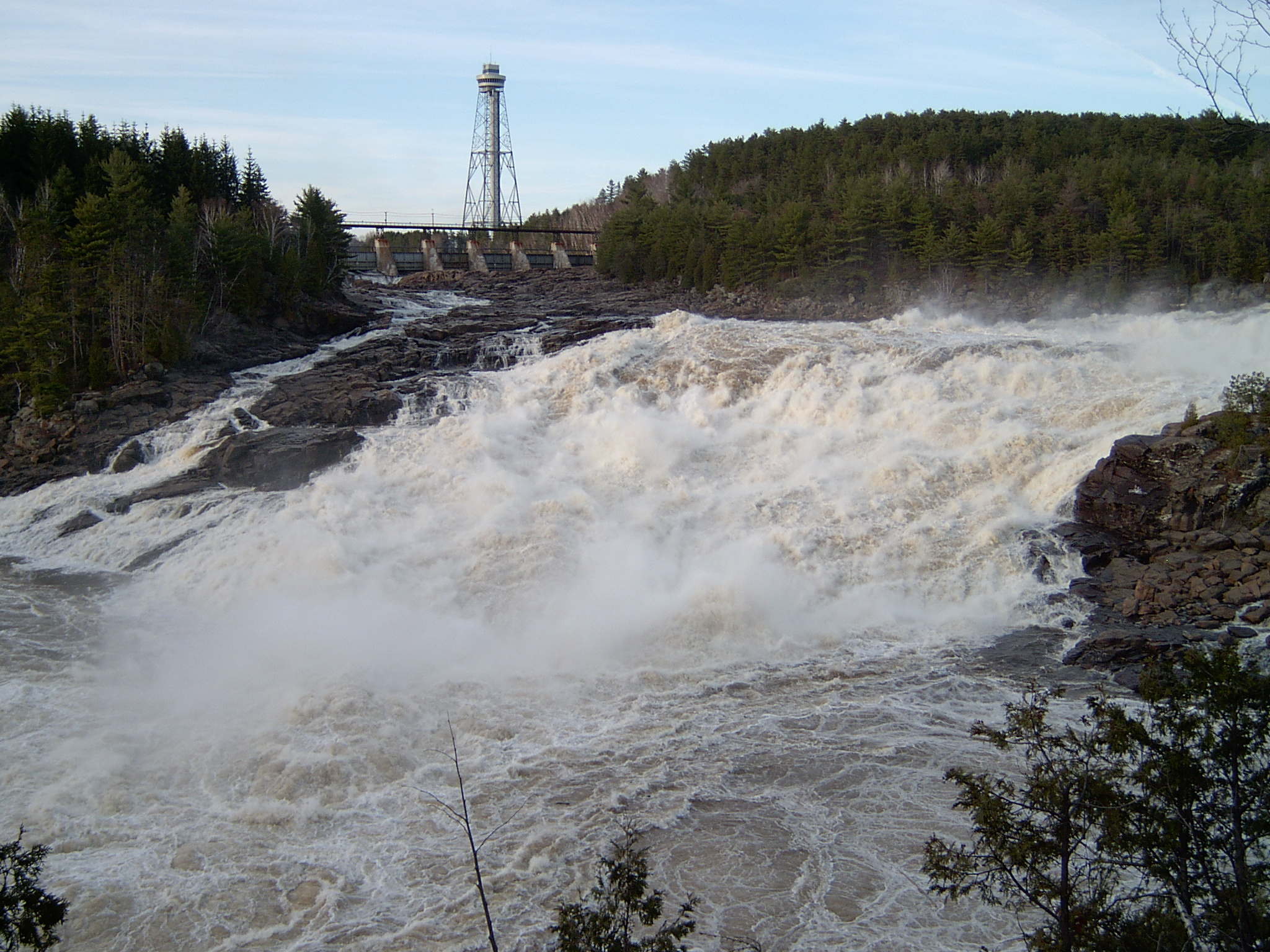
Les chutes de Shawinigan (surnommées Trou du diable, Chutes Niagara de l'Est).

Le Saint-Maurice naît de la confluence des eaux du réservoir Gouin et de la rivière Wabano, située aux mêmes latitudes que le lac Saint-Jean, il parcourt 560 kilomètres dans le sens nord-sud et présente une dénivellation totale d'environ 405 mètres, pour finalement rejoindre le fleuve à Trois-Rivières.
Les principaux tributaires de la rivière Saint-Maurice sont :
- Rivière Matawin qui se déverse juste au sud de Rivière-Matawin ;
- Rivière Vermillon (La Tuque) qui se déverse à environ 23 km (par l'eau) en amont (au nord) du barrage Beaumont de La Tuque ;
- Rivière Manouane (La Tuque) qui se déverse à environ 115 km (par l'eau) au nord de La Tuque ;
- Rivière Trenche qui se déverse dans le lac Tourouvre formé artificiellement par la Centrale de la Trenche ;
- Rivière Croche qui se déverse à cinq km au nord de La Tuque.

Entre Wemotaci et Trois-Rivières, la rivière Saint-Maurice comporte 27 tributaires jadis identifiés comme suffisamment important pour la descente du bois par flottaison : Wemotaci, Manouane, Petit Rocher, Petit Flamand, Windigo, Flamand, Coucoucache, la Grande Pierriche, la Petite Pierriche, La Trenche, Vermillon, Croche, au Lait, Bostonnais, Petite Bostonnais, Petit Ruisseau, Montagne, des Caribous, aux Rats, Wessonneau, Petit Batiscan, à l’Oiseau, Bêtes Puantes, Matawin, Mékinac, Rivière à la Pêche et Shawinigan.
Première voie de communication dans cette région, la rivière était utilisée par les Amérindiens locaux bien avant l'arrivée des Européens sur place. Dès le début de la colonisation française, elle fut l'une des routes primordiales de rivières du Québec pour la traite des fourrures avec les amérindiens du Haut Saint-Maurice.
Plusieurs municipalités ont été établies sur ses rives, profitant par là même de son énergie hydroélectrique là où les chutes étaient suffisamment hautes pour y installer un barrage. Entre autres villes, La Tuque, Shawinigan et Trois-Rivières sont les plus connues, étant elles-mêmes situées le long de la route 155 qui relie le fleuve Saint-Laurent au lac Saint-Jean.

## Villes et villages adjacentes
À partir de l'embouchure, en remontant la rivière, les villes et villages riverains sont :
1. Trois-Rivières
2. Notre-Dame-du-Mont-Carmel
3. Saint-Étienne-des-Grès
4. Saint-Boniface (Québec)
5. Shawinigan
6. Grand-Mère (Québec)
7. Grandes-Piles
8. Saint-Roch-de-Mékinac
9. Grande-Anse (Mékinac)
10. Rivière-Matawin
11. Rivière-aux-Rats
12. La Tuque
13. Wemotaci et Sanmaur

## Ponts et autres traverses

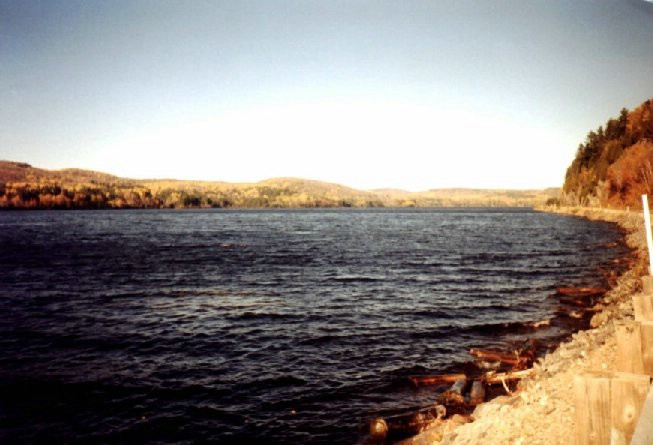
La rivière Saint-Maurice le long de la route panoramique 155, figurant parmi les plus beaux paysages routiers du Québec,.

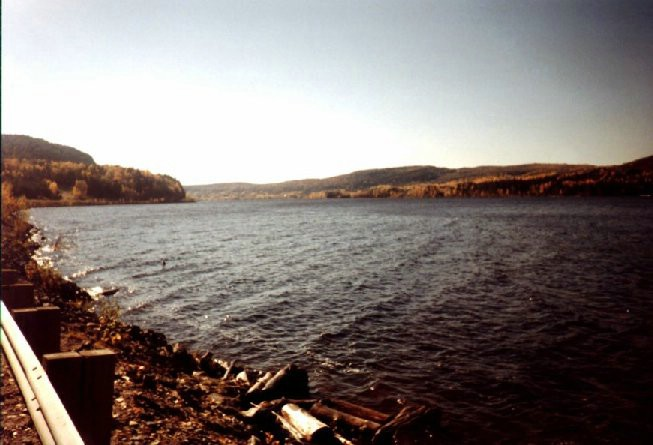
Baie du Saint-Maurice.

Les ouvrages d'art traversant la rivière sont répertoriés de l'aval vers l'amont.

### Trois-Rivières
Sur le territoire de la ville de Trois-Rivières, les ouvrages d'art traversant la rivière sont : 
1. Pont ferroviaire de Chemin de fer Québec-Gatineau reliant la rive est à l'île de la Poterie
2. Pont routier reliant l'île Saint-Quentin à l'île Saint-Christophe
3. Pont routier reliant l'île Caron à l'île Saint-Christophe
4. Pont Duplessis
5. Pont ferroviaire du Chemin de fer Québec-Gatineau reliant les deux rives
6. Pont Radisson

### Les Chenaux
Sur le territoire de la MRC des Chenaux, les ouvrages d'art traversant la rivière sont : 
1. Barrage de La Gabelle, de Saint-Étienne-des-Grès à Notre-Dame-du-Mont-Carmel
2. Pont ferroviaire du Chemin de fer Québec-Gatineau reliant les deux rives, de Saint-Étienne-des-Grès à Notre-Dame-du-Mont-Carmel

### Shawinigan
Sur le territoire de la ville de Shawinigan, les ouvrages d'art traversant la rivière sont : 
1. Pont ferroviaire du Chemin de fer Québec-Gatineau reliant les deux rives, Shawinigan (de Shawinigan-Sud à Shawinigan)
2. Pont Marc-Trudel
3. Pont René-Hamel
4. Pont reliant l'île Banane à l'île Melville
5. Pont ferroviaire du Canadien National reliant les deux rives
6. Pont de Grand-Mère
7. Bac pour vélo et piéton
8. Pont des Piles

### Mékinac
Sur le territoire de la MRC de Mékinac, les ouvrages d'art traversant la rivière sont : 
1. Bac pour vélo et piéton, Shawinigan à Grandes-Piles
2. Pont Mékinac, Lac-Normand à Trois-Rives

### La Tuque
Sur le territoire de l'agglomération de La Tuque, les ouvrages d'art traversant la rivière sont : 
1. Pont de Rivière-aux-Rats
2. Barrage La Tuque
3. Pont de la Rive-Ouest
4. Pont de la Rivière-au-Lait
5. Barrage Beaumont
6. Barrage de la Trenche
7. Pont du Rapide-Blanc
8. Centrale de Rapide-Blanc
9. Centrale des Rapides-des-Cœurs
10. Pont ferroviaire du Canadien National reliant les deux rives
11. Centrale de la Chute-Allard
12. Pont ferroviaire du Canadien National reliant les deux rives à Wemotaci
13. Pont routier reliant les deux rives à Wemotaci
14. Pont routier reliant les deux rives au rapide de la Loutre
15. Barrage Gouin

## Principaux tributaires

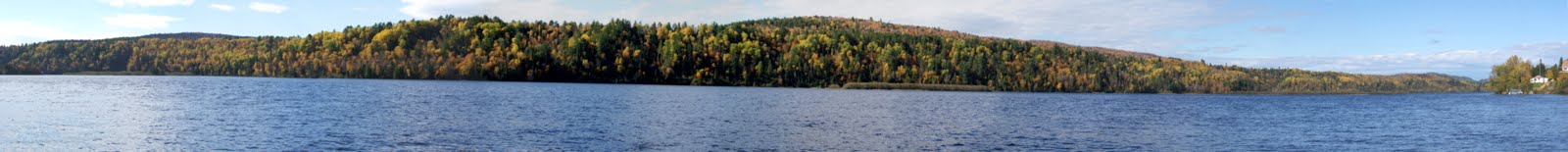

Les principaux tributaires de la rivière Saint-Maurice sont présentés de l'amont vers l'aval.
| Tributaires de la rive ouest | Tributaires de la rive est |
| --- | --- |
| Liste des tributaires en aval de la Centrale La Loutre | |
| Décharge du lac Niska, rivière des Cyprès (La Tuque), ruisseau Sandreau, ruisseau Marteau, ruisseau Matroul, rivière Najoua, ruisseau Bellevue, rivière Manouane (La Tuque), ruisseau du Démon, ruisseau Brassard | Rivière Wabano, décharge du lac Feeder, décharge du lac Violetta, rivière du Petit Rocher (La Tuque), décharge du lac Marion, rivière Jolie (La Tuque), ruisseau Awasis, ruisseau Daillute, ruisseau Plat, ruisseau Standish, ruisseau de la Graisse, décharge du lac Neil, ruisseau Carrier, ruisseau Nottaway, ruisseau Fortuna, ruisseau Rhéaume |
| Liste des tributaires en aval de la Centrale de Rapide-des-Cœurs | |
| Rivière Flamand, rivière Flamand Ouest, décharge du lac Sawyer, décharge du lac Laudance, décharge du lac de l'Écorce et Andrew, décharge du réservoir Flamand, décharge du lac Mackenzie, décharge du lac Éric, décharge des lacs Lambert et Bernard, décharge du lac François-Xavier, ruisseau Mazurette, décharge du lac du Canard et du lac Alphonse, décharge du lac Paul, décharge du lac Auger, décharge du lac Lefebvre, ruisseau Cadieux                                                            | Rivière Windigo, ruisseau Jacob, ruisseau des Sauvages (réservoir Blanc), rivière Jolie (réservoir Blanc), rivière Pierriche, petite rivière Pierriche, ruisseau du Vison, décharge du lac de la Tour |
| Liste des tributaires en aval de la Centrale de Rapide-Blanc | |
| Décharge du lac Adams, rivière Vermillon (La Tuque), ruisseau Ludger-Noël, décharge du lac Tessier, rivière au Lait (rivière Saint-Maurice) | Décharge du lac de la Bouteille, rivière Trenche, décharge du lac à Matte, décharge du lac de l'Équerre, rivière Croche, rivière Bostonnais |
| Liste des tributaires en aval de la Centrale de La Tuque | |
| Ruisseau La Tuque, ruisseau Deveriche, décharge du lac en Cœur, décharge du lac Meunier, décharge du lac en Fer à Cheval, décharge du lac Manqué, décharge des lacs Jumeaux, décharge des lacs Maxime et Louise, décharge du Premier et Deuxième lac Alexandre, rivière aux Rats (Mauricie), rivière Wessonneau, décharge du lac Saint-Thomas (Mékinac), décharge du lac Long, décharge du lac du Bec-Scie et du lac du Plongeon Huard, rivière des Bêtes Puantes, décharge du lac Bonhomme, rivière Matawin | Petite rivière Bostonnais, ruisseau Beauce, ruisseau de la Petite Pêche, ruisseau à la Scie, ruisseau Vassal, rivière Grosbois, la Petite Rivière (rivière Saint-Maurice), ruisseau à l'Oiseau, rivière du Caribou (Lac-Normand) |
| Liste des tributaires en aval de la rivière Matawin | |
| Petit ruisseau des Cinq, décharge du lac du Rapide, décharge du lac Longard, décharge du lac du Rocher, ruisseau du Fou, ruisseau Bouchard, rivière à la Pêche (Shawinigan), décharge du lac Vincent, ruisseau à Madeleine, décharge du lac Turner, rivière des Piles, rivière Grand-Mère | Décharge du lac Daine, décharge d'un lac sans nom, ruisseau Château, rivière Mékinac, ruisseau Racine, ruisseau des Aulnes, décharge du lac Méduse, crique Abraham, rivière Noire |
| Liste des tributaires en aval de la Centrale de Grand-Mère | |
| S.O. | Rivière aux Rouilles, cours d'eau Caron, crique à Giguère |
| Liste des tributaires en aval de la Centrale de Shawinigan-2 et Centrale de Shawinigan-3 | |
| Rivière Shawinigan, ruisseau de la Côte à Tuer, rivière Bernier, ruisseau Ringuette, ruisseau Milette | Ruisseau Lamothe, ruisseau Pelletier, rivière Cachée (rivière Saint-Maurice) |
| Liste des tributaires en aval de la Centrale de La Gabelle | |
| Ruisseau Paquet, ruisseau à Poléon-Bourassa, cours d'eau Marchand, décharge du lac des Forges | Ruisseau Landry, ruisseau Bellemare, ruisseau Lachapelle |

## Centrale hydroélectrique et autres barrages
Ordre de l'aval vers l'amont.
1. Centrale de La Gabelle

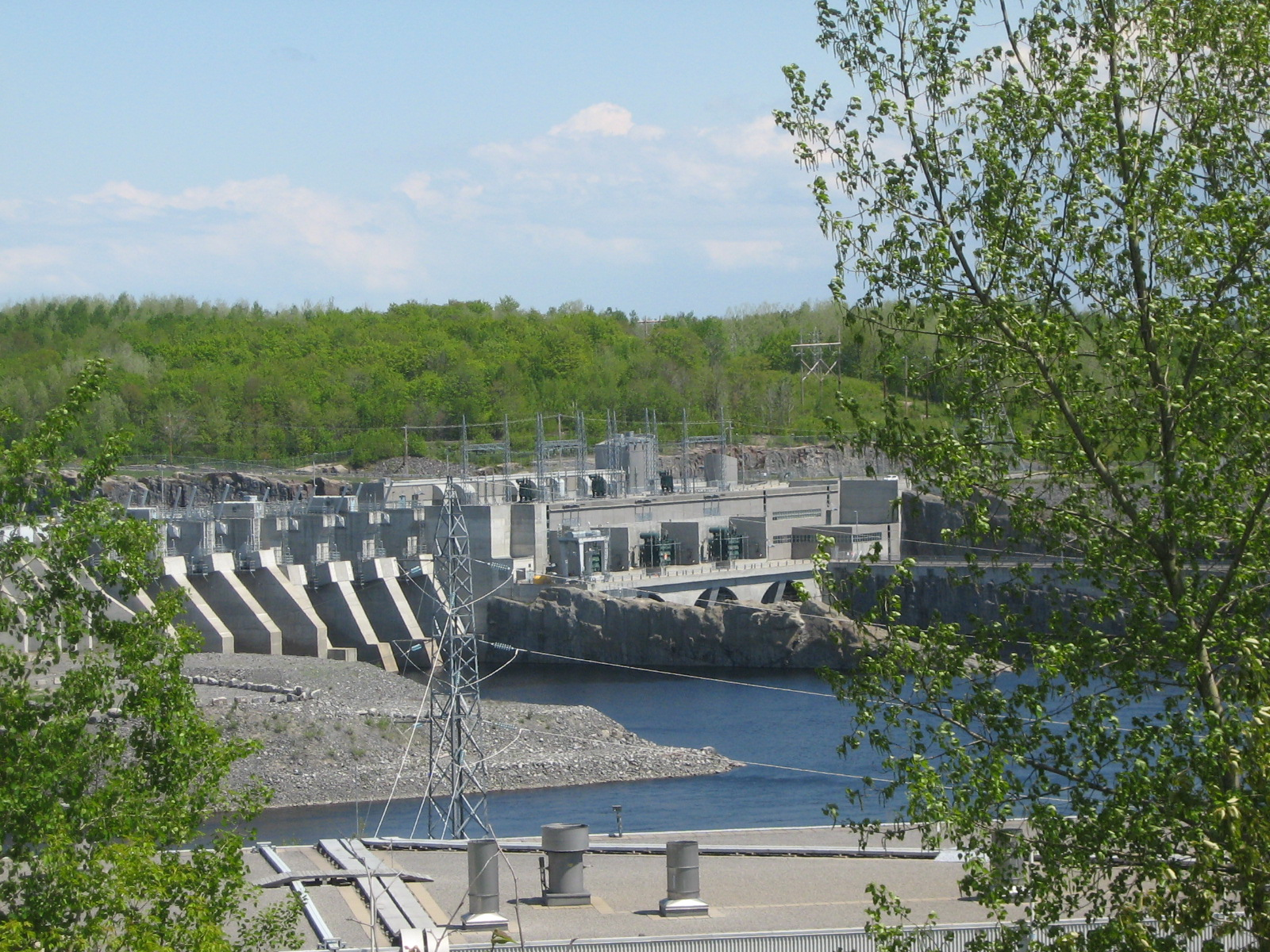
La centrale du Rocher-de-Grand-Mère.

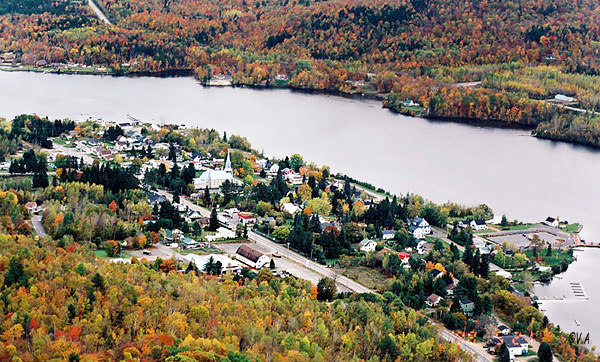
Rivière Saint-Maurice à Grandes-Piles.

2. Centrale de Shawinigan-2 et Centrale de Shawinigan-3 (même chute)
3. Centrale du Rocher-de-Grand-Mère et Centrale de Grand-Mère (même chute)
4. Centrale de La Tuque
5. Centrale Beaumont
6. Centrale de la Trenche
7. Centrale de Rapide-Blanc
8. Centrale de Rapide-des-Cœurs
9. Centrale de la Chute-Allard
10. Barrage Gouin

Toutes les centrales sur le Saint-Maurice sont la propriété d'Hydro-Québec.

## Drave sur la rivière
En 1996, la rivière Saint-Maurice a été la dernière rivière du Québec à cesser le transport du bois par flottaison. Pendant près de 150 ans, les entreprises forestières ont utilisé le courant de la rivière et de ses tributaires pour le transport du bois. Avant d'être empilés sur la glace en Haute-Mauricie, les billes de bois étaient identifiées afin de les récupérer en aval par des baunes, notamment aux Piles, à Grand-Mère, Shawinigan ou Trois-Rivières.
À chaque printemps, une armée de draveurs nettoyaient les berges pour la remise à l'eau des billes qui s'étaient accrochées sur les rives, les baies, les roches ou dans les bois riverains. Les draveurs triaient les billes en flottaison pour les rediriger selon les marques sur les billes identifiant les entreprises forestières.

## Faune piscicole
Entre La Tuque et Trois-Rivières, on retrouve sur les 174 derniers kilomètres 42 espèces fréquentant la rivière. La densité de biomasse des poissons est généralement faible, ce qui est caractéristique des rivières du bouclier canadien.